# أوبورن (واشنطن)
أوبورن (بالإنجليزية: Auburn)‏ هي إحدى مدن ولاية واشنطن في الولايات المتحدة الأمريكية.

## التركيبة السكانية
قام مكتب تعداد الولايات المتحدة بتحديد بيانات التركيبة السكانية لأوبورن في تعداد الولايات المتحدة. في ما يلي، التركيبة السكانية حسب تعدادي 2000 و2010.

### تعداد عام 2000
بلغ عدد سكان أوبورن 40,314 نسمة بحسب تعداد عام 2000، وبلغ عدد الأسر 16,108 أسرة وعدد العائلات 10,051 عائلة مقيمة في المدينة.
وتوزع التركيب العرقي للمدينة بنسبة.
```
وبلغ متوسط حجم الأسرة المعيشية 3.05، أما متوسط حجم العائلات فبلغ 2.47.
```

يوجد لكل 100 أنثى 98.5 ذكر، ويوجد لكل 100 أنثى في الثامنة عشر من عمرها فما فوق 95.5 ذكر.
بلغ متوسط دخل الأسرة في المدينة 39,208 دولار، أما متوسط دخل العائلة فبلغ 45,426 دولار. وكان متوسط دخل الذكور 36,977 دولار مقابل 27,476 دولار للإناث. وسجل دخل الفرد الخاص بالمدينة 19,630 دولار.

### تعداد عام 2010
بلغ عدد سكان أوبورن 70,180 نسمة بحسب تعداد عام 2010، وبلغ عدد الأسر 26,058 أسرة وعدد العائلات 17,114 عائلة مقيمة في المدينة. في حين سجلت الكثافة السكانية 2,369.3 نسمة لكل ميل مربع (914.8/كم2). وبلغ عدد الوحدات السكنية 27,834 وحدة بمتوسط كثافة قدره 939.7 لكل ميل مربع (362.8/كم2).
وتوزع التركيب العرقي للمدينة بنسبة 70.5% من البيض و 2.3% من الأمريكيين الأصليين و 8.9% من الأمريكيين ذوي الأصول الآسيوية و 1.6% من سكان جزر المحيط الهادئ و 4.9% من الأمريكيين الأفارقة و 5.4% من عرقين مختلطين أو أكثر.
بلغ عدد الأسر 26,058 أسرة كانت نسبة 36.2% منها لديها أطفال تحت سن الثامنة عشر تعيش معهم، وبلغت نسبة الأزواج القاطنين مع بعضهم البعض 46.7% من أصل المجموع الكلي للأسر، ونسبة 13.0% من الأسر كان لديها معيلات من الإناث دون وجود شريك، بينما كانت نسبة 5.9% من الأسر لديها معيلون من الذكور دون وجود شريكة وكانت نسبة 34.3% من غير العائلات. تألفت نسبة 25.6% من أصل جميع الأسر من أفراد ونسبة 7.9% كانوا يعيش معهم شخص وحيد يبلغ من العمر 65 عاماً فما فوق. وبلغ متوسط حجم الأسرة المعيشية 3.22، أما متوسط حجم العائلات فبلغ 2.67.
بلغ العمر الوسطي للسكان 34.4 عاماً. وكانت نسبة 25.9% من القاطنين تحت سن الثامنة عشر، وكانت نسبة 10.5% بين الثامنة عشرة والأربعة وعشرين عاماً، ونسبة 27.9% كانت واقعةً في الفئة العمرية ما بين الخامسة والعشرين والأربعة وأربعين عاماً، ونسبة 25.5% كانت ما بين الخامسة والأربعين والرابعة والستين، ونسبة 10.2% كانت ضمن فئة الخامسة والستين عاماً فما فوق. وتوزع التركيب الجنسي للسكان بنسبة 49.4% ذكور و50.6% إناث.